# Electronic Entertainment Expo 1995
De Electronic Entertainment Expo 1995, of kort E3 1995, was de eerste Electronic Entertainment Expo en vond plaats op 11, 12 en 13 mei in het Los Angeles Convention Center, met een aantal van 50.000 bezoekers. De E3 is een jaarlijkse handelsbeurs voor de computerspelindustrie gepresenteerd door de Entertainment Software Association (ESA). Het wordt gebruikt door computerspelontwikkelaars om hun toekomstige computerspelspellen en gerelateerde diensten bekend te maken. De presentaties werden verzorgd door Nintendo, Sega en Sony. Hoogtepunten van de show zijn onder meer Sony's aankondiging van de PlayStation-releasedatum en -prijzen, Sega's verrassende lancering van de Sega Saturn en Nintendo's showcase van de Virtual Boy-console.

## Organisatie
Vóór 1995 gebruikte de computerspelindustrie de Consumer Electronics Show (CES) als hun belangrijkste handelsbeurs. In de jaren voorafgaand aan 1995 was de computerspelindustrie meestal gedelegeerd naar een buitengedeelte van de CES, wat geen ideale omstandigheden waren om producten te promoten. De International Digital Software Association (IDSA), later omgedoopt tot de Entertainment Software Association (ESA), benaderde CES en haar hoofd Gary J. Shapiro met hun grieven over de omstandigheden die ze hadden op CES. Aangezien CES computerspellen niet beschouwde als onderdeel van consumentenelektronica, waren ze niet bereid om de manier waarop ze computerspellen zouden betrekken te veranderen. Dit bracht IDSA ertoe te overwegen een eigen show te beginnen. Pat Ferrell van GamePro, een publicatie die eigendom is van de International Data Group (IDG) met ervaring in het organiseren van beurzen zoals MacWorld, begon het proces om zo'n show te organiseren. Tom Kalinske, toen nog de CEO van Sega of America, was een belangrijke motivator bij het opzetten van een nieuwe show. IDSA erkende ook dat het door het houden van een eigen vakbeurs, ze ook middelen zouden moeten hebben om zijn organisatie te financieren. Ferrell bedacht de naam van de show "Electronic Entertainment Expo" met het idee dat het kon worden behandeld als "E cubed", maar in gesprekken met exposanten vonden ze dat deze aanpak niet nodig was en dat de naam "E3" eenvoudig en net zo effectief was.
CES hoorde deze plannen en stelde snel hun eigen CES-merkbeurs voor computerspellen voor. IDSA en CES benaderden de grotere computerspelbedrijven om hun versies van de show te pitchen. Veel van de jongere bedrijven, zoals Electronic Arts, wilden de benadering van IDSA, inclusief de mogelijkheid om een deel van de show te bezitten door lid te worden van de IDSA, boven wat de CES bood. De voornaamste tegenhanger van IDSA's plan was Nintendo, die vond dat hun hardware als consumentenelektronica moest worden behandeld en dus deel moest uitmaken van CES. Tijdens deze onderhandelingen heeft de CES in de maand mei ruimte in Philadelphia gereserveerd voor de show, wat volgens Ferrell "prime time" was voor retailers om zich voor te bereiden op de verkoop aan het einde van het jaar/de feestdagen. De IDSA had nog geen ruimte gereserveerd, maar kwam snel in contact met het Los Angeles Convention Center (LACC), en ontdekte dat de ruimte vrij was voor dezelfde data die CES had gepland, waardoor potentiële exposanten effectief gedwongen werden om de andere show te kiezen. Ze hadden Los Angeles gekozen omdat het maar een enkele vlucht zou zijn voor bedrijven die uit Japan kwamen, in tegenstelling tot Philadelphia. In de loop van de volgende weken, voordat beide evenementen hun niet-restitueerbare reserveringskosten moesten neerleggen, deed IDSA een agressieve poging om exposanten voor hun show te krijgen, waarbij meer dan 180 leveranciers werden binnengehaald. Van de grote gamebedrijven hadden alleen Nintendo en Microsoft het nog steeds niet besloten welke show ze zouden bijwonen. Kort na deze push nam Shapiro contact op met Ferrell en vertelde hem dat hij "gewonnen" had; CES liet de plannen voor hun evenement in Philadelphia vallen. Diezelfde dag namen Nintendo en Microsoft contact op met Ferrell om de tentoonstellingsplannen op zijn evenement te bespreken.

## Evenement
Op dit punt werd het grootste deel van het vloeroppervlak van het LACC ingenomen door de vroege exposanten. Nintendo had graag ruimte gewild in de grotere South Hall, maar de ''early adopters'' zoals Sony en Sega die al hadden opgeëist. Ferrell zorgde ervoor dat Nintendo nog steeds de beste vloerruimte had in de West Hall en verplaatste de registratiegebieden naar de West Hall, zodat de aanwezigen langs de stand van Nintendo moesten. Ferrell moest vanwege de vraag ook extra vloeroppervlak boeken bij een tiental verschillende hotels in de buurt van het congrescentrum.
Een van de elementen van de eerste E3 die zou doorgaan in toekomstige evenementen waren grote persconferenties door de grote bedrijven (Sony, Sega en Nintendo) die hun opkomende hardware en software presenteerden. Op dat moment waren met name zowel Sega als Sony klaar om nieuwe hardware te introduceren voor westerse releases, respectievelijk de Sega Saturn en de PlayStation. Sega's conferentie was de eerste, en hoewel Kalinske aankondigde dat de Saturn onmiddellijk in de winkels verkrijgbaar zou zijn, kregen ze kort daarna te horen dat de voorraden beperkter waren dan gedacht. Tijdens de presentatie van Sony, na veel van de PlayStation-games te hebben behandeld, kwam Steve Race, de leider voor het naar de Verenigde Staten brengen van de PlayStation, op het podium, zei "two-ninety-nine" en vertrok toen, onthullend dat de prijs van de PlayStation 100 dollar minder was dan die van de Sega Saturn. Het moment wordt beschouwd als een van de eerste spreekwoordelijke mic drop-momenten in de geschiedenis van E3, en zou een trend voortzetten aangezien elk bedrijf zou proberen om anderen te overtreffen tijdens deze persevenementen.
Hoewel de officiële bezoekersaantallen 55.000 waren, schatte Ferrell dat nog eens 10.000 mensen konden binnenkomen; het evenement was bedoeld om beperkt te blijven tot professionals in de industrie, retailers en pers, maar is van mening dat velen erin slaagden een schijnbaar relevant visitekaartje te tonen.

## Presentaties

### Nintendo
De Virtual Boy, Nintendo's ''tussenconsole'' die werd uitgebracht tussen de Super Nintendo Entertainment System en de Nintendo 64, werd prominent tentoongesteld. De Nintendo 64, toen bekend als de Ultra 64, en werd gepresenteerd in een bijna definitieve staat van ontwikkeling. Games die te zien waren, waren onder meer Donkey Kong Country 2: Diddy's Kong Quest, EarthBound en Killer Instinct.

### Sega
Voorafgaand aan E3 1995 was de Sega Saturn al uitgebracht in Japan en stond gepland voor een Amerikaanse release op 2 september 1995. Op de eerste dag van E3 1995 gaf Tom Kalinske, CEO van Sega, een keynote-presentatie waarin hij de releaseprijs van de Saturn van 399 dollar onthulde, en de kenmerken van de console beschreef. Kalinske onthulde ook dat Sega vanwege de "grote vraag van de consument" al 30.000 Saturnus had verzonden naar Toys "R" Us, Babbage's, Electronics Boutique en Software Etc. voor onmiddellijke vrijgave.

### Sony
Sony maakte de prijs en releasedatum bekend voor de dan aanstaande PlayStation. Voorafgaand aan Sony's keynote-conferentie kondigde Sega de verkoopprijs van 399 dollar aan voor de nieuw uitgebrachte Sega Saturn; gebruikmakend van de kans, legde SCEA-president Steve Race een enkele, korte verklaring af op Sony's conferentie: "299". Het publiek juichte toen Race wegliep.

## Lijst van exposanten
| - The 3DO Company - Acclaim Entertainment - Activision - Atari Corporation - Capcom | - Crystal Dynamics - Electronic Arts - LucasArts - Microsoft - Namco | - Nintendo - Sega - Sony Computer Entertainment - SNK - Williams Electronics |

## Noemenswaardige spellen op E3 1995
Dit is een lijst van grote exposanten die op de E3 1995 verschenen:
| The 3DO Company - BattleSport (3DO) - Captain Quazar (3DO) - Killing Time (3DO) - Primal Rage (3DO) Acclaim Entertainment - Batman Forever (Genesis, SNES) - Cutthroat Island (Genesis, SNES) - D (3DO) - Foreman For Real (Genesis, SNES) - Frank Thomas Big Hurt Baseball (Genesis, SNES) - Judge Dredd (Genesis, SNES) - Justice League Task Force (Genesis, SNES) - Myst (Saturn) - NFL Quarterback Club 96 (Genesis, Saturn, SNES) - Revolution X (Genesis, Saturn, SNES) - Robotica (Saturn) - Stargate (Genesis, SNES) - Turok: Dinosaur Hunter (N64) - True Lies (Genesis, SNES) - Venom/Spider-Man: Separation Anxiety (Genesis, SNES) - Warlock (Genesis, SNES) - WWF Raw (32X, Genesis, SNES) Activision - MechWarrior 3050 (SNES) - Pitfall: The Mayan Adventure (32X) Atari Corporation - Battlemorph (Jaguar CD) - BattleSphere (Jaguar) - Blue Lightning (Jaguar CD) - Brett Hull NHL Hockey (Jaguar, Jaguar CD) - Caves of Fear (Jaguar CD) - Creature Shock (Jaguar CD) - Deathwatch (Jaguar) - Defender 2000 (Jaguar) - Fight for Life (Jaguar) - FlipOut! (Jaguar) - Highlander: The Last of the MacLeods (Jaguar CD) - Hyper Force (Jaguar) - Missile Command 3D (Jaguar) - Phase Zero (Jaguar) - Primal Rage (Jaguar CD) - Power Drive Rally (Jaguar) - Rayman (Jaguar, PS1, Saturn) - Ruiner Pinball (Jaguar) - Soulstar (Jaguar CD) - Super Burnout (Jaguar) - Thea Realm Fighters (Jaguar) - Ultra Vortek (Jaguar) - Vid Grid (Jaguar CD) - Virtual Light Machine (Jaguar CD) - White Men Can't Jump (Jaguar) | Capcom - Breath of Fire II (SNES) - Darkstalkers: The Night Warriors (PS1) - Mega Man X3 (SNES) - Night Warriors: Darkstalkers' Revenge (Arcade, Saturn) - Resident Evil (PS1) - Street Fighter: The Movie (PlayStation, Saturn) - X-Men: Children of the Atom (Arcade, Saturn) Crystal Dynamics - 3D Baseball (PS1, Saturn) - Blazing Dragons (PS1, Saturn) - Blood Omen: Legacy of Kain (PS1) - Gex (PS1, Saturn) - The Horde (Saturn) - Off-World Interceptor (PS1, Saturn) - Solar Eclipse (PS1, Saturn) Cyberdreams - Dark Seed II (PC) - I Have No Mouth, and I Must Scream (PC) Electronic Arts - FIFA Soccer 96 (PS1, Saturn) - Foes of Ali (3DO) - PGA Tour 96 (PS1, Saturn) - Psychic Detective (3DO, PC, PS1) - Shockwave Assault (PS1) - Viewpoint (PS1) - Wing Commander III: Heart of the Tiger (3DO, PS1) Interplay Entertainment - Cyberia (PC, Saturn) - Descent (PC) Nintendo - Donkey Kong Country 2: Diddy's Kong Quest (SNES) - Donkey Kong Land (Game Boy) - EarthBound (SNES) - Killer Instinct (SNES) - Street Fighter II: The World Warrior (Game Boy) | Sega - The Adventures of Batman & Robin (Genesis, Sega CD) - Clockwork Knight (Saturn) - Comix Zone (Genesis) - Daytona USA (Saturn) - Ecco Jr. (Genesis) - Garfield: Caught in the Act (Genesis) - Nightmare Circus (Genesis) - Panzer Dragoon (Saturn) - Vectorman (Genesis) - Virtua Cop (Arcade) - Virtua Fighter (Arcade, Saturn) Sony Computer Entertainment - Battle Arena Toshinden (PS1) - Ridge Racer (PS1) - Twisted Metal (PS1) - Warhawk (PS1) SNK - Baseball Stars 2 (Neo Geo CD) - Fatal Fury Special (Neo Geo CD) - The King of Fighters '94 (Neo Geo CD) - Samurai Shodown (Neo Geo CD) - Samurai Shodown II (Neo Geo CD) - Super Sidekicks 3 (Neo Geo CD) Square - Chrono Trigger (SNES) - Secret of Evermore (SNES) Williams Electronics - Doom (SNES) - Mortal Kombat 3 (Genesis, PS1) |

1995 · 1996 · 1997 · 1998 · 1999 · 2000 · 2001 · 2002 · 2003 · 2004 · 2005 · 2006 · 2007 · 2008 · 2009 · 2010 · 2011 · 2012 · 2013 · 2014 · 2015 · 2016 · 2017 · 2018 · 2019 · 2020 · 2021